# Gregorio Fernández
Gregorio Fernández (Sarria, Lugo, abril de 1576 - Valladolid, 22 de enero de 1636) fue un escultor español del Barroco, máximo exponente de la escuela castellana de escultura. Heredero de la expresividad de Alonso Berruguete y Juan de Juni, supo reunir a estas influencias el clasicismo de Pompeyo Leoni y Juan de Arfe, de manera que su arte se liberó progresivamente del Manierismo imperante en su época hasta convertirse en uno de los paradigmas del Barroco español.
La colección más importante de su obra se encuentra en el Museo Nacional de Escultura, en Valladolid. Fernández trabajó para las cofradías vallisoletanas, y el museo cede, como un hecho museístico singular, importantes piezas de sus fondos a las cofradías durante la celebración de la Semana Santa.

## Biografía
Probablemente hijo de un escultor homónimo que vivió en Sarria al menos entre los años 1573 y 1583 y esculpió un San Lázaro para la parroquia del mismo nombre. Su madre contrajo nupcias dos veces, naciendo él de su primer matrimonio y del segundo su hermanastro Juan Álvarez, quien sería un ayudante muy destacado en su taller.
Se trasladó a Valladolid hacia 1600 o 1601 con unos 24 años de edad y práctica en el oficio, entrando en el taller de Francisco del Rincón que era por entonces el escultor más prestigioso de la capital castellana. Aquel taller estaba en la Puentecilla de Zurradores (hoy calle Panaderos). Llegó a ser oficial o asociado. En 1605 abre su propio taller. A la muerte del maestro (16 de agosto de 1608) Fernández tuteló y enseñó el oficio a su hijo mayor, Manuel de Rincón.
Se casó con María Pérez Palencia, madrileña, en 1605. Ese mismo año nació Gregorio, su primer hijo, bautizado el 6 de noviembre de 1605, que fallecería a los cinco años de edad. En junio de 1606 vivía en la calle de Sacramento (hoy Paulina Harriet), de Valladolid. Bautizó a sus hijos en la Parroquia de San Ildefonso. En 1607 nació su hija Damiana, que contraería matrimonio sucesivamente con cuatro esposos, dos de los cuales fueron escultores del taller de Gregorio Fernández. En 1615 adquirió las casas donde había vivido Juan de Juni, por el que sintió gran admiración.

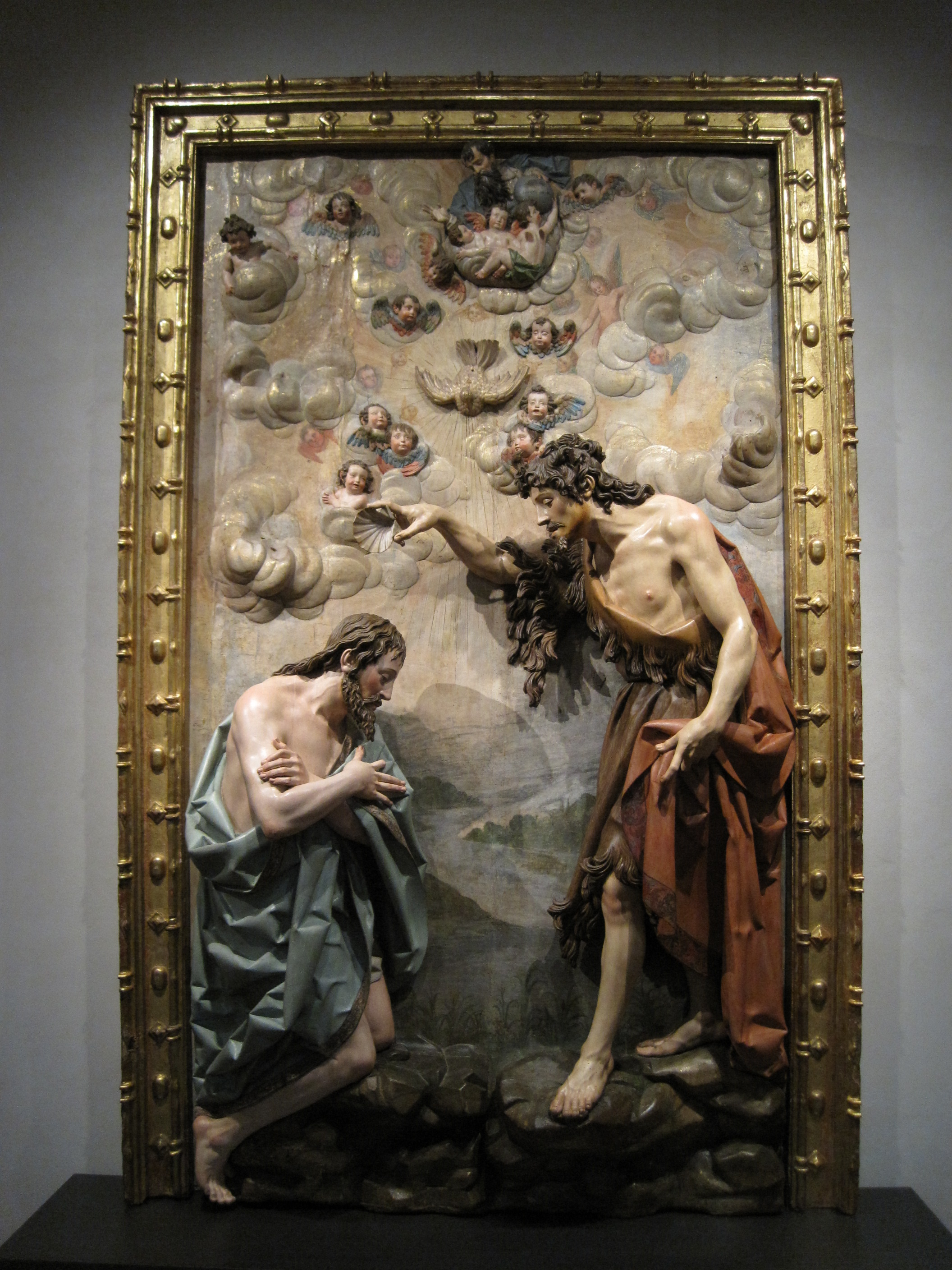
Bautismo de Cristo (c. 1630). Museo Nacional de Escultura de Valladolid.

Asistió en su propia casa a infinidad de desvalidos y hambrientos. Famoso y prestigioso como escultor y venerado por su virtud, fue considerado en vida casi un santo. Antes de trabajar se postraba en profunda oración, ayunaba y se sometía a penitencia. Este misticismo se guiaba por los mismos principios de Bernini o Martínez Montañés; esculpir una imagen religiosa era un compromiso de fe.
Sufrió serios y recurrentes problemas de salud desde 1624 hasta que falleció, el martes 22 de enero de 1636. Fue sepultado en el Convento del Carmen Calzado, frente al que vivía y para el que había trabajado, que ocupaba el terreno donde hoy se ubica el antiguo Hospital Militar. Según Floranes (citado en FJ Juárez, 2008), al abrirse la tumba en 1721 para sepultar a sus nuevos propietarios, el cuerpo del escultor estaba entero. La sepultura se ubicaba a la entrada del templo: «En el cuerpo de la iglesia junta a la pila del agua bendita, baxo de una lossa, yace aquel gran varon estatuario Gregorio Hernández, gallego de nación, especialissimo en su facultad, como lo publican tantas hechuras de sus manos como están repartidas en Valladolid y otras provincias».

## Actividad artística
De origen gallego, compañero del gran escultor clásico Fabio Daini, se separaron y Gregorio se instaló en Valladolid, que era entonces la Corte de los reyes de España, entre 1601 y 1606. Tuvo un gran taller con muchos aprendices y colaboradores. Entre ellos, Agustín Castaño (f. 1621), Mateo de Prado, Pedro Jiménez, Pedro Zaldívar, Luis Fernández de la Vega, Francisco Fermín, su hermanastro Juan Álvarez y sus yernos Miguel de Elizalde y Juan Francisco de Iribarne. Era muy conocido y apreciado por todo el norte de España, incluso en regiones más alejadas como Extremadura, Galicia, Asturias y el País Vasco.
Da preferencia a la mística sobre la estética, buscando transmitir mucho más dolor y sufrimiento que sensualidad. En su obra prima la espiritualidad y el dramatismo, casi siempre recogido, sobre cualquier otro sentimiento. Elige colores y composiciones de gran naturalidad y detalle anatómico. El tormento a que han sido sometidos sus personajes se manifiesta en todos sus detalles, con profusión de sangre y de lágrimas, que resbalan sobre el relieve corporal con gran credibilidad. Su realismo, un tanto recio pero no vulgar ni morboso, se aprecia en la honda expresión de los rostros, en la forma de destacar las partes más significativas y en los elementos que añade (postizos) para aumentar la sensación de autenticidad. Utiliza en ocasiones ojos de cristal, uñas y dientes de marfil, coágulos de sangre simulados con corcho, o gotas de sudor y lágrimas de resina. Sin embargo, se muestra refinado en el tratamiento anatómico, en la sencillez de sus composiciones y en la contención de los gestos. Es muy característica su forma esquemática de tratar el drapeado de las vestiduras, con pliegues rígidos, puntiagudos y acartonados («plegado metálico»).
Fue el creador de modelos fundamentales de la imaginería barroca española, como los Cristos yacentes, las piedades o los crucificados.

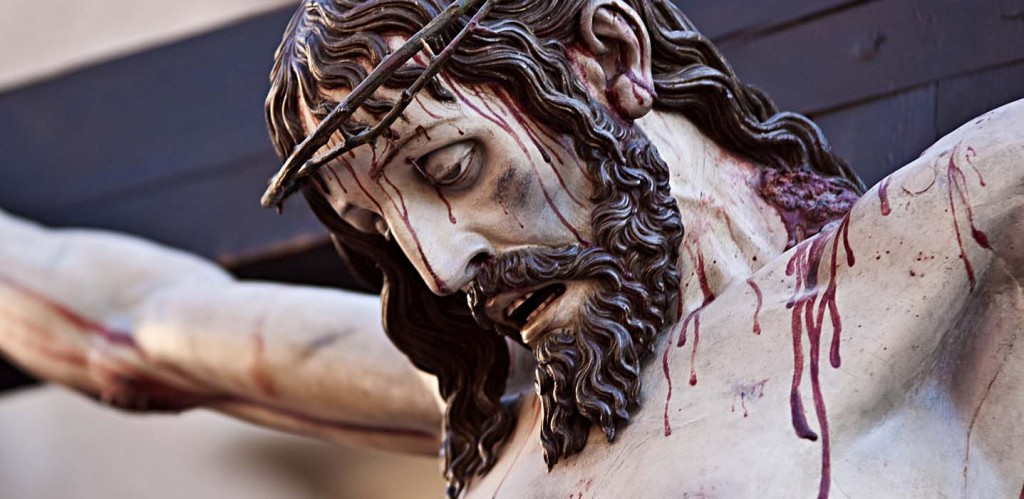
Santísimo Cristo de la Luz. Valladolid (1630)

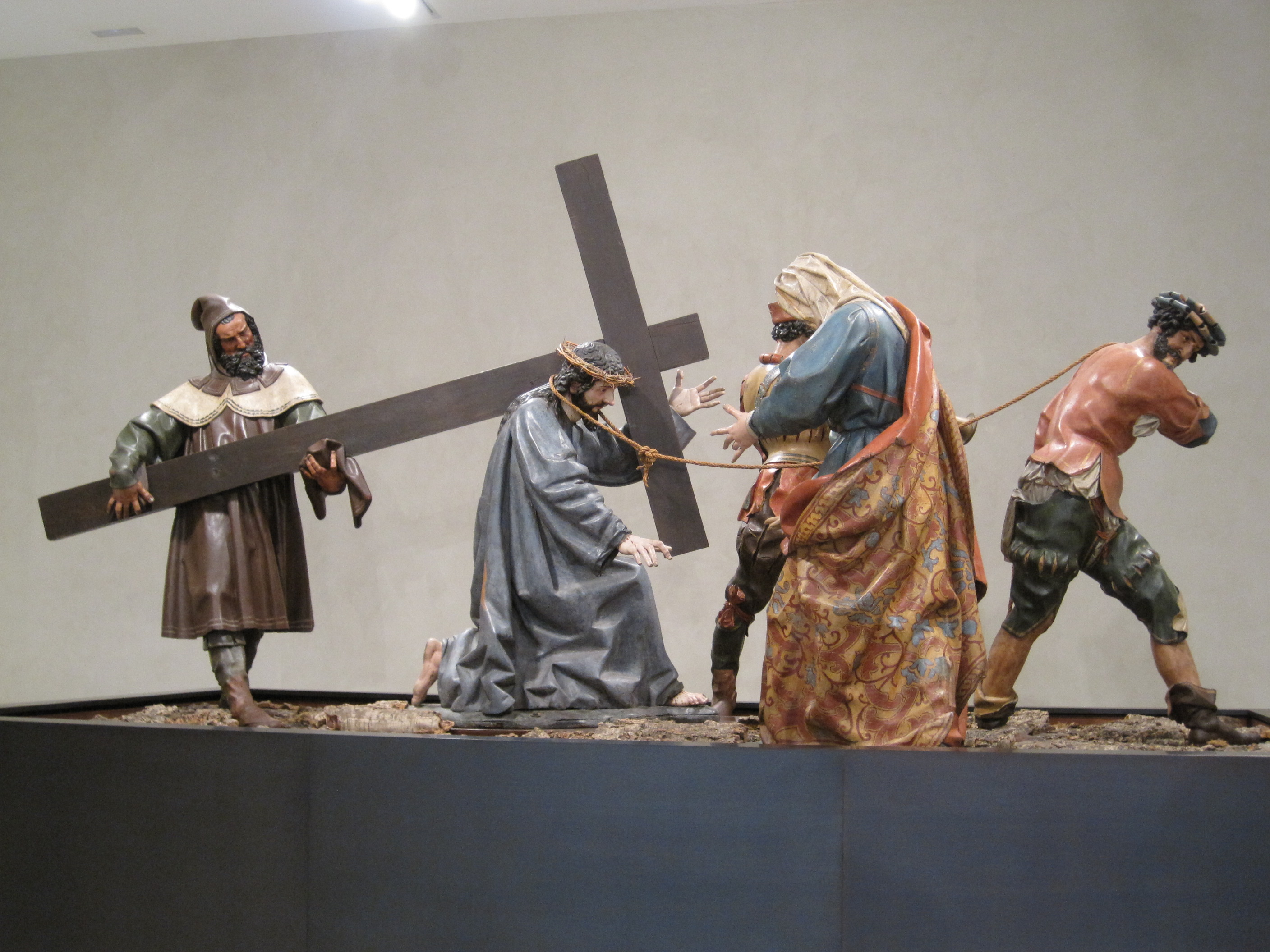
Camino del Calvario de la Cofradía de la Pasión, hoy en el Museo Nacional de Escultura.

También fue decisiva su aportación al campo del retablo, creando excelentes conjuntos escultóricos que se alejan de la estética escurialense para acercarse al Barroco pleno. Se trata de uno de los mejores representantes, si no del más importante, de la destacada escuela castellana de escultura. Fue también un gran exponente del espíritu que imperaba en la Contrarreforma que tan profundamente se vivía en España.

## Escultura procesional
Gregorio Fernández trabajó estrechamente con las cofradías vallisoletanas desde su instalación en Valladolid como capital de la Corte hasta su muerte, siguiendo los trabajos de Francisco del Rincón, al que muchos consideran su maestro.
- Crucificados: Cristo de la Luz (h. 1630, Hermandad Universitaria del Santísimo Cristo de la Luz), Cristo del Consuelo (1610, Cofradía del Santo Sepulcro).

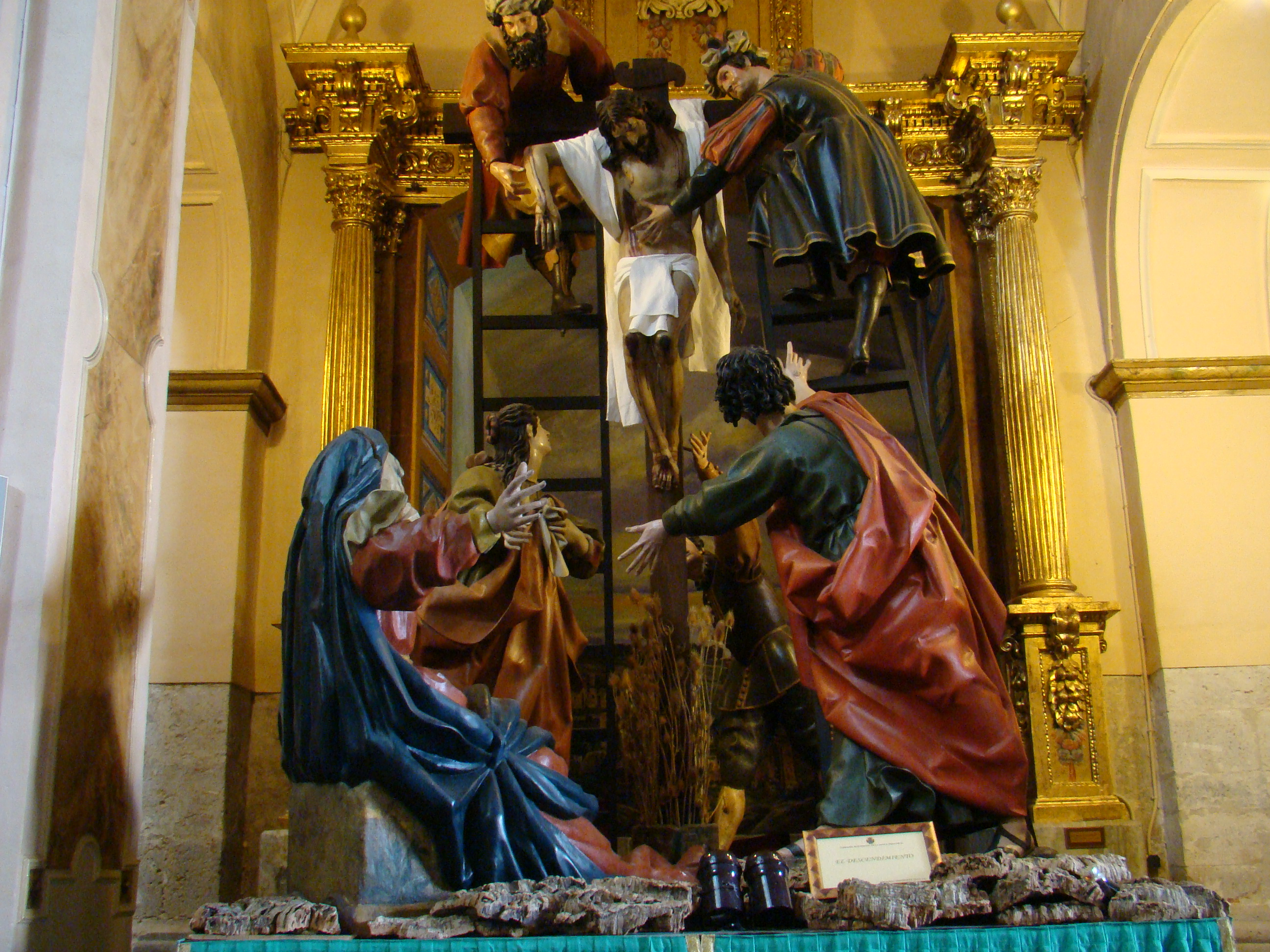
Descendimiento. Iglesia de la Vera Cruz, Valladolid.

- Vírgenes: La Sexta Angustia (1619, Cofradía de las Angustias), Nuestra Señora de la Vera Cruz (1623, Cofradía de la Santa Vera Cruz), La Quinta Angustia (1625, Cofradía de Nuestra Señora de la Piedad).
- Cristo atado a la Columna (1619, Cofradía de la Santa Vera Cruz).
- Ecce-Homo: Ecce-Homo (1620, Cofradía de la Santa Vera Cruz), Ecce-Homo (1613, museo de la Catedral de Valladolid).

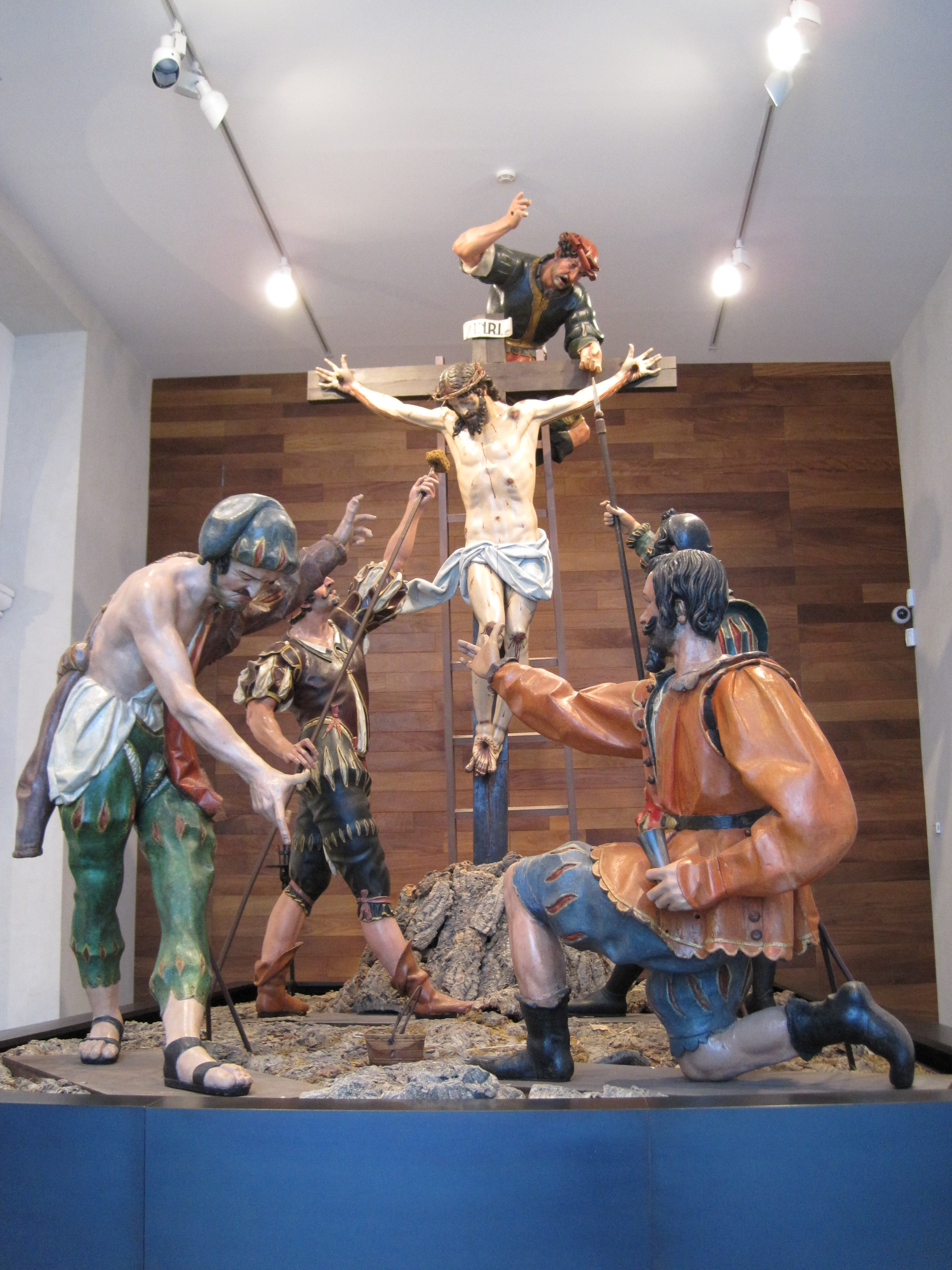
Sed tengo forma parte de la representación de las Siete Palabras, aunque en su origen fue propiedad de la Cofradía de Jesús Nazareno.

- Conjuntos escultóricos: Padre, perdónalos porque no saben lo que hacen (1610, Cofradía de las Siete Palabras), Sed tengo (1612-1616, Cofradía de las Siete Palabras), Camino del Calvario (1614, Cofradía Penitencial del Santísimo Cristo Despojado, Cristo Camino del Calvario y Nuestra Señora de la Amargura), Madre, ahí tienes a tu hijo (1615, Cofradía de las Siete Palabras), San Juan y Santa María Magdalena al pie de la cruz (1619, Cofradía de Nuestra Señora de las Angustias), El Descendimiento (1623, Cofradía de la Santa Vera Cruz), El entierro (1645, obra de taller realizada por Antonio de Ribera y Francisco Fermín, no se conserva completa, Cofradía de Nuestra Señora de la Piedad).

## Cristos yacentes

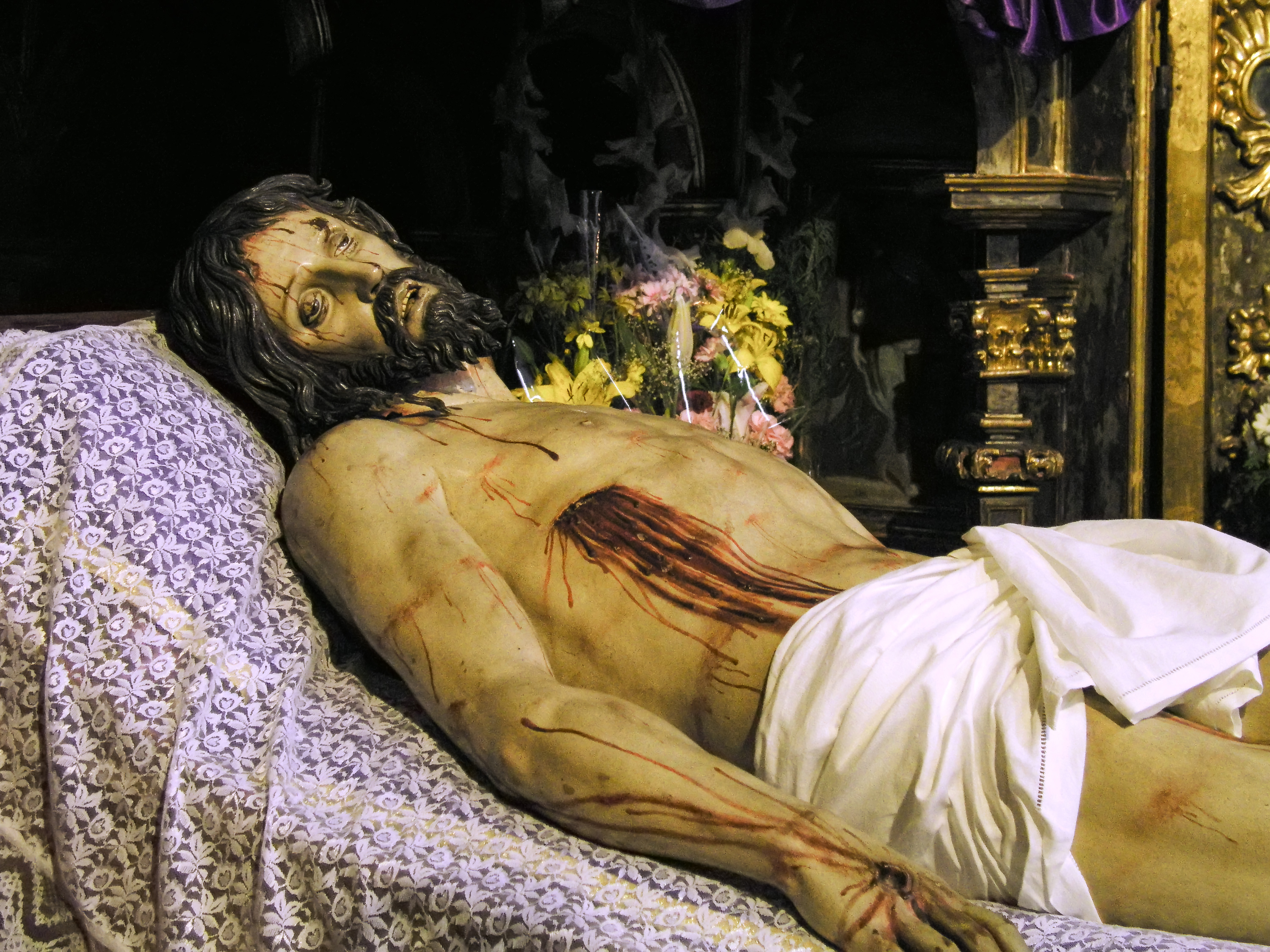
Cristo yacente (1634), Iglesia de San Miguel y San Julián, Valladolid.

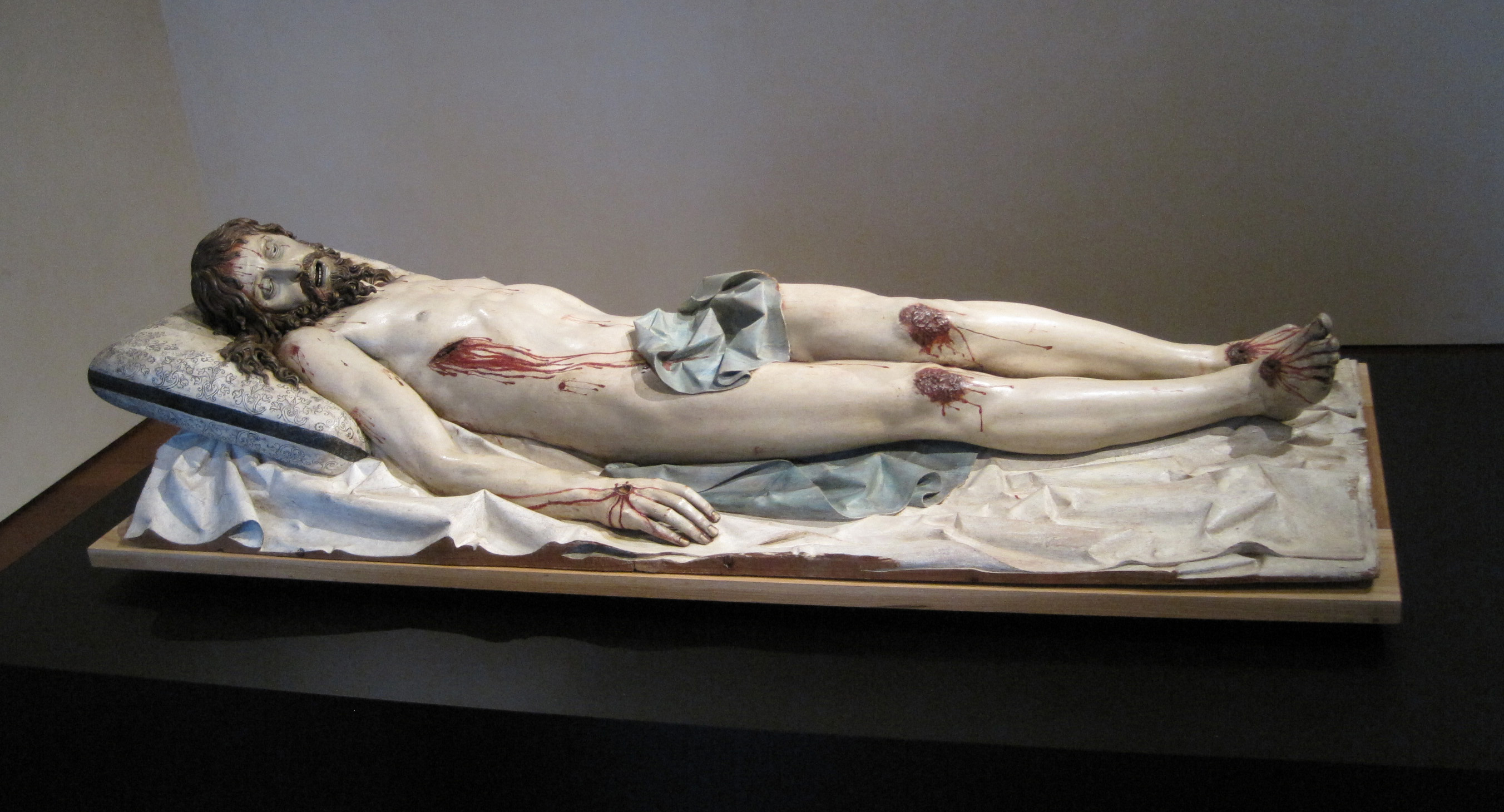
Cristo yacente (1627), Museo Nacional de Escultura, Valladolid.

Fernández recogió un tema iconográfico ya presente en la escultura medieval y renacentista (con ejemplos sobresalientes como los de Gaspar Becerra) y le dio un nuevo tratamiento, más verista y patético, que alcanzó gran difusión y fama, convirtiéndose en uno de sus temas favoritos y uno de los paradigmas de la plástica barroca en España. Entre las muchas versiones que realizó, y que fueron repetidas por discípulos y seguidores, destacan:
- El de la iglesia de San Miguel y San Julián de Valladolid, obra fechada en torno a 1634, de bulto redondo, de gran detalle y patetismo, tallada íntegramente (incluidos los genitales, que se cubren con una tela). Desde un ángulo determinado es posible ver, a través de la boca entreabierta, el velo del paladar. Se dispone sobre un diván en una de las capillas de la iglesia, a cuyos pies descansan la corona de espinas, trenzada en espino, y los tres clavos, sobre sendos cojines. En Semana Santa desfila alumbrado por la Cofradía del Descendimiento.

- El conservado en el Museo Nacional de Escultura de Valladolid, que data de 1627. Fue un encargo para la Casa Profesa de la Compañía de Jesús en Madrid, pasando a ser propiedad del Estado con la expulsión de los jesuitas en 1767. Destaca por una policromía clara, de la que se hizo cargo el pintor Jerónimo de Calabria, y un gran refinamiento en la sábana y el almohadón que lo sostienen, tallados también en madera policromada. El almohadón cuenta con una policromía que imita a la perfección los bordados.

- El que el Duque de Lerma encargó para la vallisoletana iglesia de san Pablo, que data de 1615. Se dispone dentro de una urna dorada que se apoya sobre un pedestal. La figura de Cristo es de grandes proporciones, de talla esbelta y noble. La cabeza se apoya en dos almohadones tallados y policromados en dorado.

- El que el rey Felipe IV regaló a las monjas del Real Monasterio de San Joaquín y Santa Ana de Valladolid. Es una obra de la última etapa, fechada entre 1631 y 1636 y que ha sido objeto de debate acerca de si se trataba de una obra de taller o salida de la gubia de Fernández. La figura es sobria y desprende un hondo patetismo. Se puede visitar en el museo del propio monasterio y en Semana Santa es procesionado por la Cofradía del Santo Entierro.

Valladolid además cuenta con otros tres yacentes considerados generalmente de autoría de Fernández: el del convento de Santa Catalina (poco conocido debido a que abre sus puertas únicamente en Jueves Santo); el del convento de Santa Isabel de Hungría (que asimismo sólo se exhibe al público en la iglesia en Jueves Santo) y otro, de tamaño algo inferior al natural, fechado hacia 1627 y que fue encargado para un altar de una de las capillas laterales de la iglesia de san Pablo.

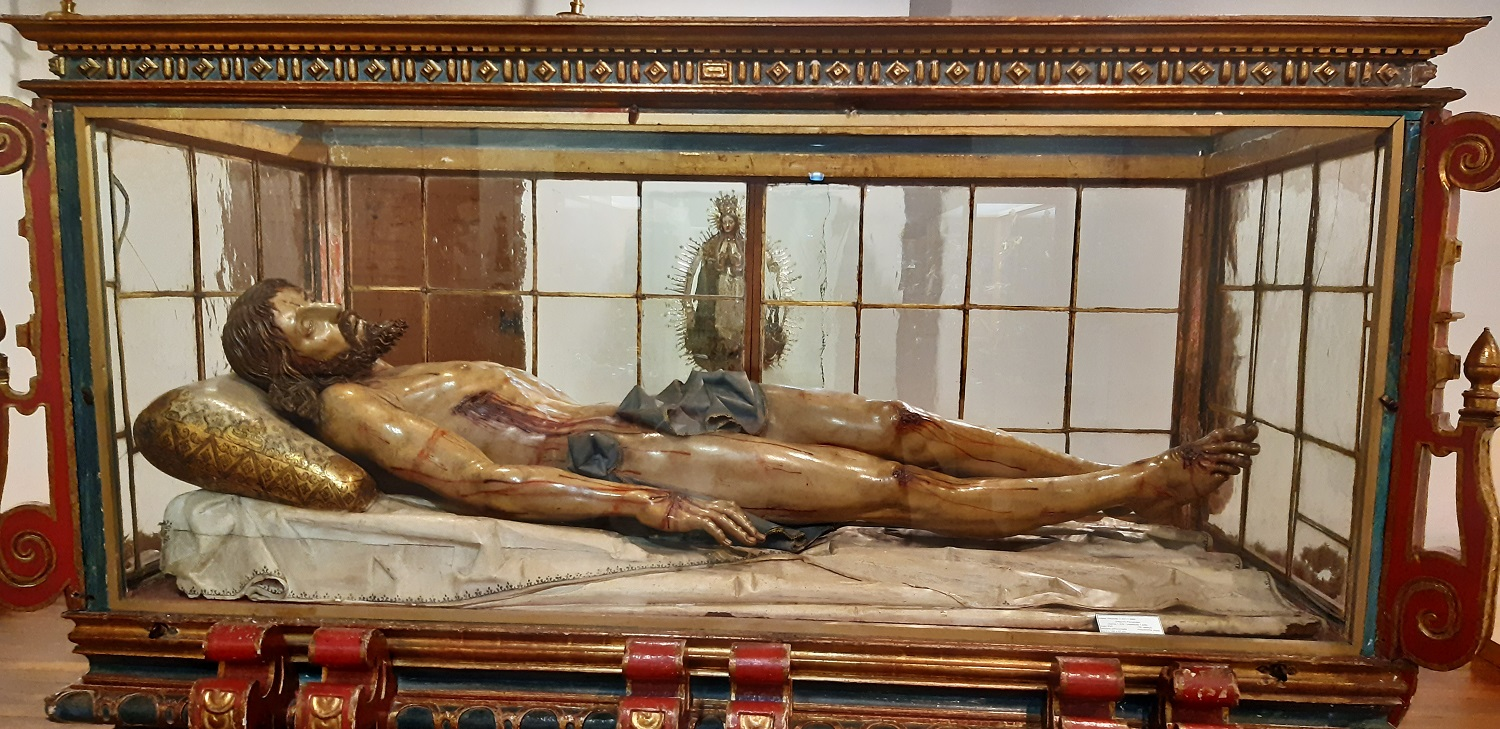
Cristo Yacente de Gregorio Fernández, [https://museos.xunta.gal/es/museos/museo-arte-sacro-clarisas-monforte Museo de Arte Sacro de Monforte de Lemos

Otros yacentes, que repiten con algunas variantes estos modelos, son el de la Catedral de Segovia, el del convento de Santa Clara de Lerma y el de la misma Orden en Medina de Pomar (Burgos), el del convento de los Capuchinos de El Pardo (Madrid), el del convento de las Franciscanas Descalzas de Monforte de Lemos (Lugo) o el de la Catedral de Astorga (León), en la que además se custodia una Inmaculada realizada por él hacia 1626 y el que se conserva en la iglesia de Santa María de la Asunción en Castro Urdiales. La repetición del motivo para lugares tan dispares demuestra la enorme fama que adquirió esta iconografía; la demanda obligó a que algunas de estas tallas fueran ultimadas por su taller o repetidas posteriormente por seguidores y discípulos de Fernández.

## La Piedad

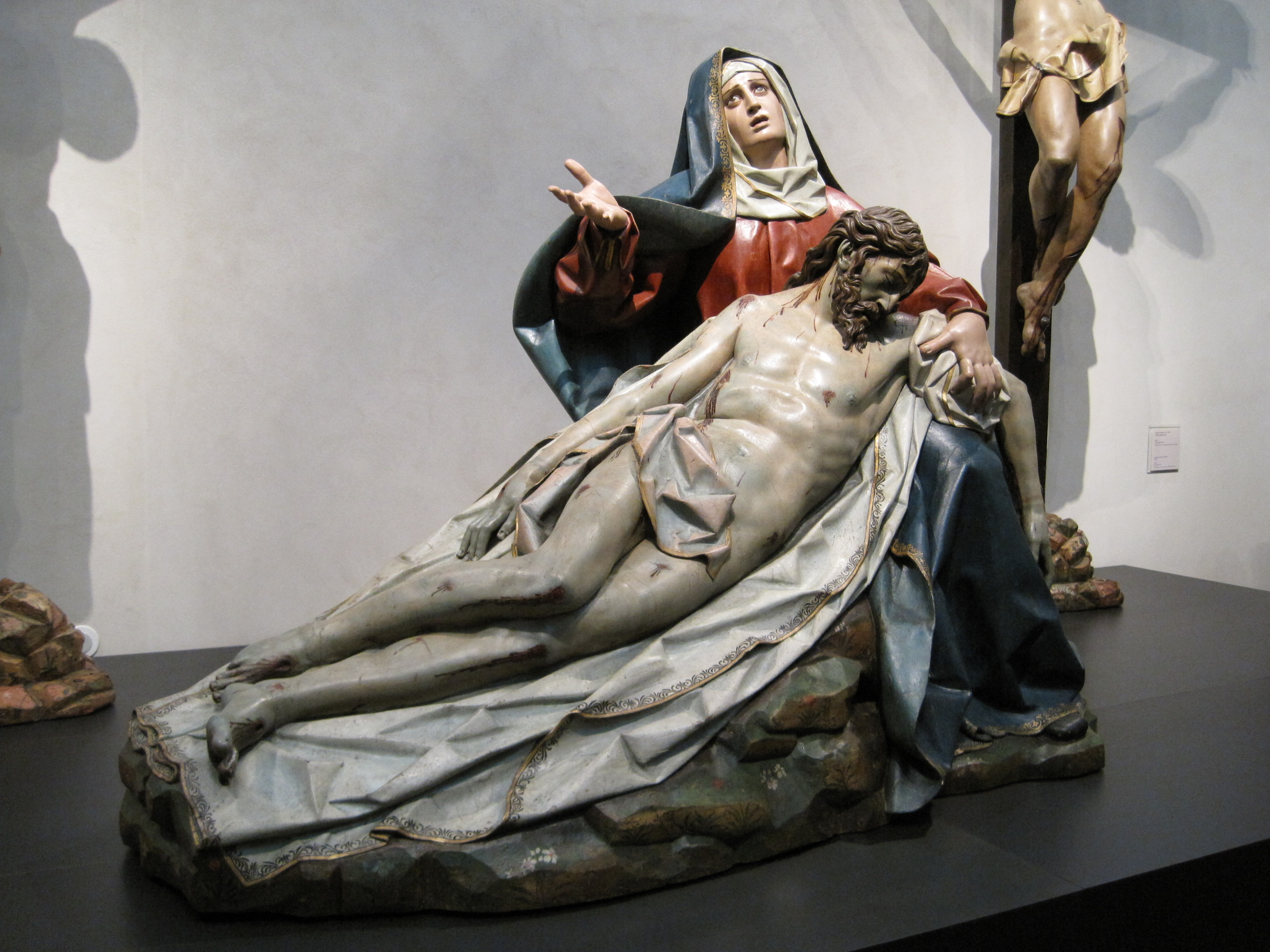
Detalle de la Piedad de La Sexta Angustia, Museo Nacional de Escultura, Valladolid.

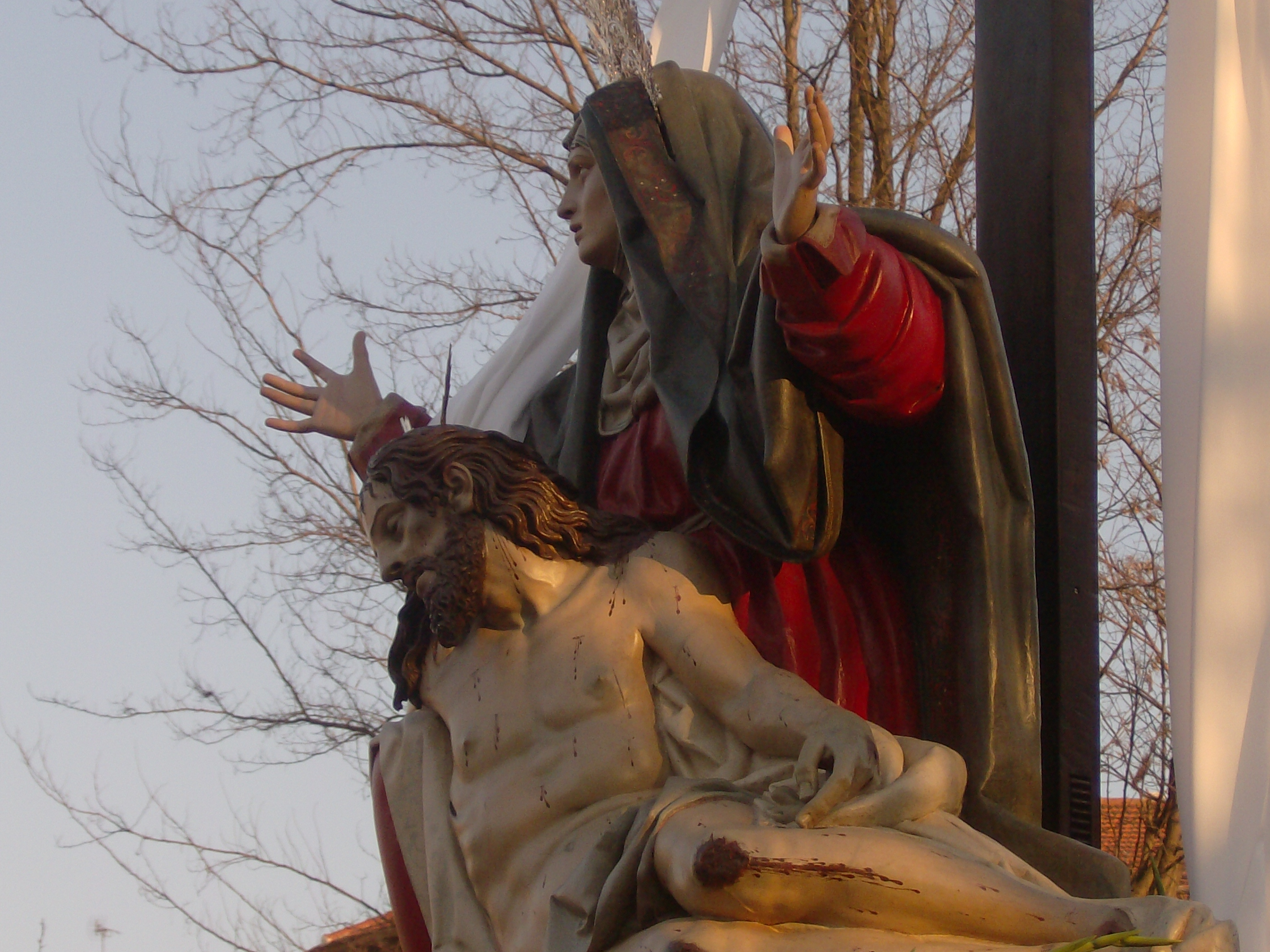
La Piedad o Quinta angustia, iglesia de San Martín, Valladolid, en procesión.

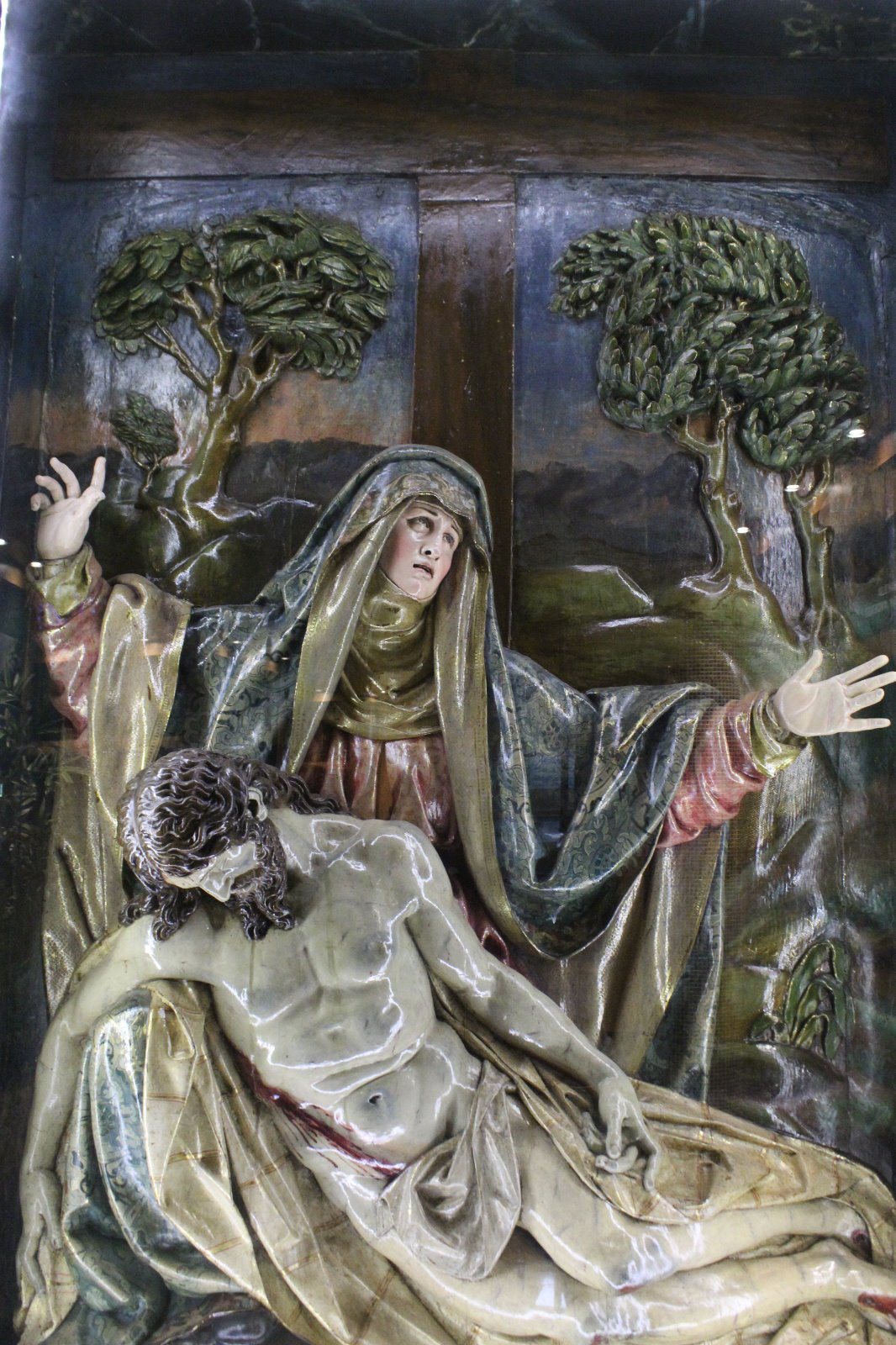
Piedad (1610-1612), Iglesia del Carmen, Burgos.

Otra de las iconografías que Gregorio Fernández cultivó con gran éxito fue el tema de la Piedad, es decir, Cristo bajado de la cruz en el regazo de su madre. Con antecedentes en la escultura castellana manierista, como las realizadas por Francisco del Rincón o el mismo Juni, Fernández humaniza a la vez que vuelve más monumental el conjunto, insistiendo en la gestualidad un poco teatral de María, los ricos plegados de los mantos, y la correcta anatomía de Cristo. Entre las diferentes versiones, destacan:
- Piedad (1610-1612), Iglesia del Carmen (Burgos). Primera «piedad» conocida de Gregorio Fernández, obra de clara influencia manierista y romanista se haya muy poco documentada y situada en el columbario de la iglesia. Es un altísimo relieve de gran tamaño realizado en madera policromada. Pese a que no es el prototipo de la figura barroca del autor se aprecian ciertos rasgos estilísticos como es la figura de Cristo recostada sobre la Virgen, la cabellera dividida en dos y la barba acabada en dos mechones puntiagudos nos lleva rápidamente a la posterior producción cristífera de Gregorio Fernández. A diferencia de otros cristos del autor este es más corpulento, claramente influencia de Juan de Juni y Miguel Ángel. Por otro lado es en la Virgen y el fondo donde nos encontramos elementos más ligados al Renacimiento que al Barroco, como son la rica policromía en estofado y el detallismo del paisaje del fondo, además la posición de las manos de la Virgen con gran teatralidad, presenta un amaneramiento propio del Manierismo que claramente desaparece en la obra posterior.

- La Sexta Angustia (1616), Museo Nacional de Escultura (Valladolid). Jesús reposa sobre la Virgen recién bajado de la cruz, colocado su cuerpo en diagonal, mientras su madre implora auxilio alzando la mano y la mirada a los cielos. A sus lados, San Juan y María Magdalena contemplan la escena: ella, llorando y mirando la figura de Cristo, portando en una mano un cáliz y en la otra un pañuelo con el que se seca las lágrimas; él, mirando al cielo, porta en una mano la corona de espinas. Los dos ladrones, crucificados, flanquean la escena principal. Al colocar a Jesús en sentido perpendicular con respecto a su madre, Fernández supo romper la típica composición triangular renacentista que anteriormente y según modelo genial de Miguel Ángel había caracterizado el tratamiento de este tipo de obras. La obra fue encargada por la Cofradía de las Angustias, siendo cedida al Museo a mediados del siglo XIX (en aquel momento, Museo Provincial de Bellas Artes). Procesionó hasta los años treinta, dejando de hacerlo por su deterioro. En 1991, restaurado el conjunto a fondo, volvieron a salir en procesión las imágenes de San Juan y María Magdalena, denegando el Arzobispado la salida procesional de la Virgen por ya sacar la Cofradía de la Piedad una talla representando la misma escena. Desde 2007 salen también en el paso las figuras de los dos ladrones junto con una cruz desnuda.

- La Piedad (1620) del convento de las Clarisas de Carrión de los Condes (Palencia). Versión de la primera hecha por Gregorio Fernández pero ya en pleno estilo Barroco. Repite la primera versión pero con la policromía mate y lisa que caracteriza la policromía castellana y con la mirada de la Virgen hacia el lado izquierdo. Se cree que fue un regalo de Felipe III al convento permaneciendo en la clausura hasta 1945.

- La Quinta angustia (1625), iglesia de San Martín de Valladolid. Más sobria que la versión anterior, prescinde de la escenografía centrándose en las figuras. Es patente su similitud con modelos de Francisco del Rincón, como la Piedad que este talló para el retablo mayor de la iglesia vallisoletana de Las Angustias. En la realizada por Fernández, la Virgen gesticula alzando ambos brazos, mientras el cuerpo de Jesús se sostiene sobre la rodilla de su madre de forma inestable. Destaca el cuidado trabajo de los ropajes de la Virgen así como la delicadeza e idealismo de las facciones. Realizada para el desaparecido convento de San Francisco, pasó a la iglesia de san Martín. Es la imagen principal de la Cofradía de la Piedad.

- La Piedad. Iglesia de Santa María, La Bañeza, León. Situada en origen en la capilla de Nuestra Señora de la Piedad del convento del Carmen de la localidad, hoy desaparecido. Fue encargado por el capítulo del convento siguiendo las instrucciones testamentarias de Juan de Mansilla y su esposa Beatriz Gómez de Mansilla junto con sus dos efigies funerarias. La imagen es trasladada a la Iglesia de Santa María en 1836 tras la Desamortización. El escultor realizó esta figura (cronológicamente la última) siguiendo el modelo de Cristo de su primera «piedad» y el de la Virgen de la «Sexta Angustia», pero en este caso la mano derecha se lleva al pecho en claro gesto de dolor. Aunque la figura se realizó para un retablo se procesiona en la Semana Santa de la localidad.[8]

## Otras obras

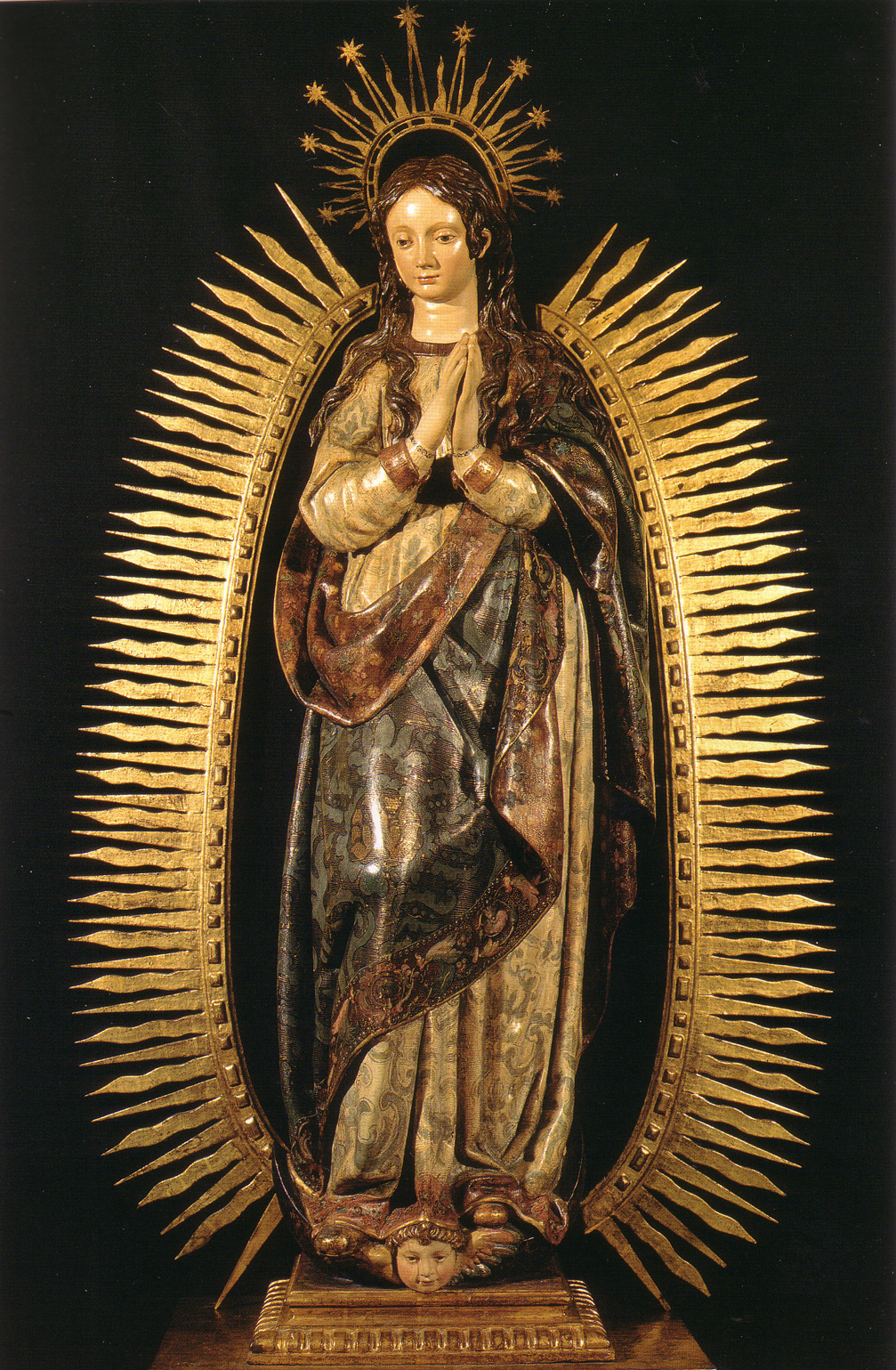
Inmaculada Concepción, Santa María de la Redonda, Logroño.

Otras obras de Gregorio Fernández son las siguientes:
- San Diego de Alcalá (c. 1605). Museo Nacional de Escultura, Valladolid.
- San Antolín (1606). Catedral de Palencia.
- Arcángel Gabriel (1611) de Alfaro, La Rioja.
- Santa Teresa. Museo Nacional de Escultura, Valladolid.
- Nuestro Padre Jesús Nazareno, para la Cofradía del Dulce Nombre de Jesús Nazareno de León.
- Martirio de san Sebastián (c. 1615-1620). Museo Nacional de Escultura, Valladolid.
- Sagrada Familia. Iglesia de san Lorenzo, Valladolid. Policromada por el pintor Diego Valentín Díaz.
- Inmaculada Concepción. Concatedral de Santa María de la Redonda, Logroño.
- Inmaculada Concepción para la Cofradía de la Vera Cruz. Iglesia de la Vera Cruz, Salamanca.
- Inmaculada Concepción en el Real Colegio Seminario del Corpus Christi de Valencia.
- Santa Isabel y el Pobre (1621), para el retablo mayor del Convento de Santa Isabel, Valladolid.
- Cristo de la Paciencia (1623), para la Cofradía del Cristo de la Paciencia. Iglesia de la Merced de Conjo, Santiago de Compostela.
- San Pedro en cátedra (1625). Museo Nacional de Escultura, Valladolid.
- Bautismo de Cristo (1630). Museo Nacional de Escultura, Valladolid.
- Santa Teresa arrodillada ante Cristo atado a la columna (1632-1634). Iglesia-convento de Santa Teresa, Ávila.

## Retablos
La aportación de Gregorio Fernández al desarrollo de la retablística barroca en España fue esencial. Contó para la realización de estas grandes y complejas obras con la colaboración de otros artistas, como Juan y Cristóbal Velázquez, entalladores vallisoletanos, y una numerosa pléyade de pintores y doradores de gran valía que trabajaban estrechamente con el maestro.
Sus retablos siguen una ordenación clara, de reminiscencias escurialenses, pero ganando protagonismo los relieves y figuras exentas en detrimento del diseño arquitectónico. Las figuras destacan poderosamentes del marco, por medio de sus gestos, sus dimensiones o por romper ese mismo marco en ocasiones. Las ricas policromías y los dorados aumentan la sensación de verdad idealizada que transmiten las esculturas de Fernández. Algunos de los ejemplares más destacados en este campo son:
- Retablo mayor del Monasterio de las Huelgas Reales de Valladolid. Una de sus obras maestras, las trazas fueron obra de Francisco de Praves.
- Retablo de la iglesia de San Miguel y San Julián de Valladolid, que destaca por sus dos imponentes arcángeles.
- Retablo mayor de la catedral nueva de Plasencia, una de sus obras maestras, con un elaborado grupo central de la Asunción de María.
- Retablo del Convento de las Descalzas Reales de Valladolid. Solamente intervino en la realización del remate, con El Calvario y dos figuras de santos franciscanos.
- Retablo mayor de la catedral de Miranda do Douro (Portugal).
- Retablo de la iglesia de San Sebastián de Braojos de la Sierra (Madrid).
- Retablo mayor de la iglesia de San Miguel Arcángel de Vitoria.
- Retablo del convento de la Concepción en Éibar.